# Kiss Me More
"Kiss Me More" é uma canção da rapper e cantora estadunidense Doja Cat, gravada para seu terceiro álbum de estúdio Planet Her (2021). Conta com a participação da cantora compatriota SZA. Foi escrita por Doja Cat, SZA, Tizhimself, Dr. Luke e Carter Lang. Por interpola o refrão do single "Physical" (1981), da cantora inglesa-australiana Olivia Newton-John, Steve Kipner e Terry Shaddick também são creditados como compositores. "Kiss Me More" foi lançada através da Kemosabe Records e RCA Records em 9 de abril de 2021, servindo como o primeiro single de Planet Her.
"Kiss Me More" se tornou a canção número um na Nova Zelândia, México, Malásia e Singapura, e alcançou o top cinco em dezoito países, incluindo Austrália, Canadá, Estados Unidos e Reino Unido. No 64º Grammy Awards, a canção foi indicada para Gravação do Ano, Canção do Ano, e ganhou Melhor Performance de Duo/Grupo Pop.

## Antecedentes e lançamento
No início de janeiro de 2021, Doja Cat revelou que seu próximo álbum de estúdio apresenta inúmeras participações, incluindo SZA. Em 5 de março de 2021, a canção foi mencionada pela primeira vez por SZA em uma entrevista com a V. Sobre a canção, SZA revelou que "é confiante de um jeito diferente e estou bastante animada", enquanto Doja Cat respondeu elogiando SZA, dizendo "recomendo os artistas que se mantêm em alguma coisa". Em 8 de abril de 2021, Doja Cat foi às redes sociais para revelar a capa e anunciar o lançamento da canção para 9 de abril. Em uma entrevista com Zane Lowe para a Apple Music, Doja Cat disse: "Eu queria fazer uma canção sobre beijos. Eu apenas pensei que seria fofo. Isso não acontece com muita frequência, mas apenas uma canção que é exclusivamente sobre beijos".

## Composição
"Kiss Me More" é uma canção pop, bubblegum pop, dance-pop, pop-rap e R&B amplamente influenciada pelo disco. É composta no tempo 4
4 e no tom de Lá bemol maior, com um andamento moderadamente rápido de 111 batidas por minuto (BPM) e uma progressão de acordes de B♭m7–E♭7–A♭maj7–D♭maj7. Doja Cat abre a canção com vocais que lembram "a leveza de uma leve brisa", antes de dois estrondos de pratos "agirem como cola" enquanto precedem a queda da batida. A canção é "reforçada" por um "riff ensolarado e brilhante" e versos de canto e rap que os críticos notaram para destacar Doja Cat como cantora e rapper em partes iguais. Os temas líricos incluem "romance, paixão, desejos sexuais ousados e ternura de uma só vez". O refrão da canção interpola a melodia de "Physical", de Olivia Newton-John, à qual Steve Kipner e Terry Shaddick também são creditados como compositores.

## Análise da crítica
Alguns críticos fizeram semelhanças entre "Kiss Me More" e o hit de Doja Cat, "Say So" (2020). Jon Caramanica, do The New York Times, escreveu que "mistura a brisa do funk leve dos anos 80 com a obscenidade do hip-hop dos anos 2020, um ato de malabarismo que Doja Cat foi pioneira, se não registrado, até agora". Escrevendo para Nylon, Steffanee Wang descreveu a canção como "um número pop de ritmo médio com guitarra e melodias pegajosas". Escrevendo para a Teen Vogue, Claire Dodson descreveu a canção como "excelente" e "uma ode cintilante ao beijo [...] com uma melodia subjacente um tanto melancólica que contrasta bem com a batida de disco suave de Doja". Anders Hare, do Rated R&B, escreveu que a "canção solta e saltitante [...] apresenta ambas as proezas musicais cantando sensualmente sobre abraçar o agora com seus outros significativos". Os vocais de Doja Cat e SZA foram descritos como "suave", "sensual" e "evocativo". Jason Lipshutz, da Billboard, elogiou a entrega da dupla e observou que eles "mantêm suas rimas apertadas e os vocais do refrão ofegantes, mas não medem as palavras". Tanto a canção quanto o videoclipe que a acompanha receberam elogios gerais por seu devaneio e sensualidade.

### Tabelas de fim-de-ano
| Publicação    | Lista                                | Posição | Ref.   |
| ------------- | ------------------------------------ | ------- | ------ |
| Amazon Music  | Melhores Canções de 2021             | 1       | [ 34 ] |
| Apple Music   | As 100 Melhores Canções de 2021      | 5       | [ 35 ] |
| Billboard     | As 50 Melhores Canções de 2021       | 13      | [ 36 ] |
| Cosmopolitan  | 15 Melhores Canções de Verão de 2021 | 2       | [ 37 ] |
| NME           | As 50 melhores canções de 2021       | 16      | [ 38 ] |
| NPR           | As 100 Melhores Canções de 2021      | 63      | [ 39 ] |
| Pitchfork     | As 100 Melhores Canções de 2021      | 35      | [ 40 ] |
| Spin          | As 30 melhores canções de 2021       | 3       | [ 41 ] |
| The A.V. Club | As 20 melhores canções de 2021       | 4       | [ 42 ] |

## Prêmios e indicações
| Cerimônia                    | Ano  | Categoria                           | Resultado | Ref.   |
| ---------------------------- | ---- | ----------------------------------- | --------- | ------ |
| American Music Awards        | 2021 | Colaboração do Ano                  | Venceu    | [ 43 ] |
| American Music Awards        | 2021 | Canção de Pop/Rock Favorita         | Indicada  | [ 43 ] |
| BRIT Awards                  | 2022 | Canção Internacional do Ano         | Indicada  | [ 44 ] |
| Grammy Awards                | 2022 | Gravação do Ano                     | Indicada  | [ 45 ] |
| Grammy Awards                | 2022 | Canção do Ano                       | Indicada  | [ 45 ] |
| Grammy Awards                | 2022 | Melhor Performance de Duo/Grupo Pop | Venceu    | [ 45 ] |
| MTV Europe Music Awards      | 2021 | Melhor Canção                       | Indicada  | [ 46 ] |
| MTV Europe Music Awards      | 2021 | Melhor Vídeo                        | Indicada  | [ 46 ] |
| MTV Europe Music Awards      | 2021 | Melhor Colaboração                  | Venceu    | [ 46 ] |
| MTV Millennial Awards        | 2021 | Hit Global do Ano                   | Indicada  | [ 47 ] |
| MTV Millennial Awards Brasil | 2021 | Feat. Gringo                        | Indicada  | [ 48 ] |
| MTV Video Music Awards       | 2021 | Vídeo do Ano                        | Indicada  | [ 49 ] |
| MTV Video Music Awards       | 2021 | Melhor Colaboração                  | Venceu    | [ 49 ] |
| Urban Music Awards           | 2021 | Melhor Colaboração                  | Indicada  | [ 50 ] |

## Videoclipe

Doja Cat (à direita, ao lado de SZA) joga um videogame que imita a jornada sedutora em direção ao covil dos alienígenas no Planet Her, que tem uma exibição de astronautas masculinos presos ao fundo.

O videoclipe foi dirigido por Warren Fu e filmado em março de 2021. Ele estreou no mesmo dia do single. Ele apresenta um astronauta (interpretado pelo ator norte-americano Alex Landi) que cai e explora o fictício "Planet Her", onde Doja Cat e SZA retratam alienígenas sedutores que "fornecem um ambiente com alma à sua jornada". No final, ele acorda em um tubo de vidro exibido entre uma coleção de outros homens que tentaram explorar o planeta antes dele.
Emlyn Travis, da MTV, elogiou o videoclipe, descrevendo Planet Her como "um mundo misterioso e florescente, cheio de oásis brilhantes, jardim de pedras japonês, céus pastel do pôr do sol e cerejeiras floridas que são governadas por duas rainhas maiores que a vida". Meaghan Garvey, da Billboard, observou que o vídeo é "banhado em tons pastel e futurismo feminino, e embora seja sexy demais, ainda termina com Doja e SZA se divertindo enquanto jogam um videogame em uma galáxia distante, muito distante". Erica Gonzales da Harper's Bazaar descreveu o vídeo como "fantástico" que "só suas mentes criativas poderiam fazer". Jackson Langford da NME o descreveu como "ficção científica sensual". Mekishana Pierre do Entertainment Tonight observou que era "tão brincalhão e doce como a própria faixa". Trishna Rikhy do V escreveu: "Uma experiência visual e sonora celestial, as dicas de surrealismo que Doja Cat constantemente percorre seus vídeos ainda perduram". John Wohlmacher, do Beats Per Minute, observou que o fato de essas "deusas brincalhonas" estarem mais interessadas em videogames do que os homens mostra o quão inteligente foi a abordagem temática do Planet Her.

## Apresentações ao vivo
Doja Cat apresentou uma versão solo de "Kiss Me More" pela primeira vez no evento inaugural do Triller Fight Club em abril de 2021. No Billboard Music Awards de 2021 em maio de 2021, Doja Cat e SZA cantaram a canção juntas. Doja Cat novamente apresentou uma versão solo da canção em um medley no iHeartRadio Music Awards de 2021 no final daquele mês. Durante um show virtual solo como parte da campanha "Unstaged" da American Express em junho de 2021, SZA apresentou seu verso da canção, bem como a introdução e o refrão geralmente cantados por Doja Cat. Ela a apresentou da mesma maneira durante um concerto virtual solo como parte da campanha "In Dream" de Grey Goose em 2 de julho de 2021.

## Créditos e pessoal
Todo o processo de elaboração de "Kiss Me More" atribui os seguintes créditos:
Pessoal
- Doja Cat: vocalista principal, composição
- SZA: vocalista participante, composição
- Yeti Beats: composição, produção
- Rogét Chahayed: composição, produção
- Tizhimself: composição, produção adicional
- Carter Lang: composição, produção adicional
- Stephen Kipner: composição, interpolação
- Terry Shaddick: composição, interpolação
- Joe Visciano: engenharia
- John Hanes: engenharia
- Serban Ghenea: mixagem
- Mike Bozzi: masterização
- Chad Knight: capa do single

## Desempenho nas tabelas musicais
| Tabela (2021–2022)                                | Melhor posição |
| ------------------------------------------------- | -------------- |
| África do Sul (RISA)                              | 9              |
| Alemanha (Offizielle Deutsche Charts)             | 31             |
| Argentina (Argentina Hot 100)                     | 64             |
| Austrália (ARIA)                                  | 2              |
| Áustria (Ö3 Austria Top 75)                       | 19             |
| Bélgica (Ultratop 50 da Valônia)                  | 11             |
| Bélgica (Ultratop 50 de Flandres)                 | 21             |
| Bolívia (Monitor Latino)                          | 4              |
| Brasil (Top 100 Brasil)                           | 39             |
| Canadá (Canadian Hot 100)                         | 5              |
| Canadá (Billboard AC)                             | 26             |
| Canadá (Billboard CHR/Top 40)                     | 1              |
| Canadá (Billboard Hot AC)                         | 6              |
| Comunidade dos Estados Independentes (Tophit)     | 72             |
| República Checa (Rádio Top 100)                   | 23             |
| República Checa (Singles Digitál Top 100)         | 6              |
| Coreia do Sul (Gaon)                              | 104            |
| Croácia (HRT)                                     | 5              |
| Dinamarca (Hitlisten)                             | 4              |
| El Salvador (Monitor Latino)                      | 5              |
| Eslováquia (Rádio Top 100)                        | 28             |
| Eslováquia (Singles Digitál Top 100)              | 9              |
| Espanha (PROMUSICAE)                              | 64             |
| Estados Unidos (Billboard Hot 100)                | 3              |
| Estados Unidos (Billboard Adult Contemporary)     | 18             |
| Estados Unidos (Billboard Adult Top 40)           | 6              |
| Estados Unidos (Billboard Dance/Mix Show Airplay) | 3              |
| Estados Unidos (Billboard Mainstream Top 40)      | 1              |
| Estados Unidos (Billboard Rhythmic)               | 1              |
| Finlândia (Suomen virallinen lista)               | 3              |
| França (SNEP)                                     | 23             |
| Mundo (Billboard Global 200)                      | 3              |
| Grécia (IFPI)                                     | 5              |
| Hungria (Rádiós Top 40)                           | 5              |
| Hungria (Single Top 40)                           | 20             |
| Hungria (Stream Top 40)                           | 12             |
| Índia (IMI)                                       | 8              |
| Irlanda (IRMA)                                    | 2              |
| Itália (FIMI)                                     | 59             |
| Japão (Japan Hot 100)                             | 97             |
| Líbano (OLT20)                                    | 16             |
| Lituânia (AGATA)                                  | 2              |
| Malásia (RIM)                                     | 1              |
| México (Billboard Mexico Airplay)                 | 1              |
| Noruega (VG-lista)                                | 4              |
| Nova Zelândia (Recorded Music NZ)                 | 1              |
| Países Baixos (Dutch Top 40)                      | 8              |
| Países Baixos (Single Top 100)                    | 7              |
| Panamá (PRODUCE)                                  | 31             |
| Portugal (AFP)                                    | 12             |
| Reino Unido (UK Singles Chart)                    | 3              |
| Romênia (Airplay 100)                             | 50             |
| Rússia (Tophit Airplay)                           | 78             |
| Singapura (RIAS)                                  | 1              |
| Suécia (Sverigetopplistan)                        | 17             |
| Suíça (Schweizer Hitparade)                       | 13             |
| Vietnã (Vietnam Hot 100)                          | 25             |

| Tabela (2021–2022)                                | Posição |
| ------------------------------------------------- | ------- |
| Alemanha (Official German Charts)                 | 92      |
| Austrália (ARIA)                                  | 9       |
| Áustria (Ö3 Austria Top 40)                       | 58      |
| Bélgica (Ultratop da Valônia)                     | 40      |
| Bélgica (Ultratop de Flandres)                    | 66      |
| Canadá (Canadian Hot 100)                         | 11      |
| Coreia do Sul (Gaon)                              | 162     |
| Dinamarca (Tracklisten)                           | 22      |
| Estados Unidos (Billboard Hot 100                 | 6       |
| Estados Unidos (Billboard Adult Top 40)           | 25      |
| Estados Unidos (Billboard Dance/Mix Show Airplay) | 3       |
| Estados Unidos (Billboard Mainstream Top 40)      | 4       |
| Estados Unidos (Billboard Rhythmic)               | 2       |
| Global 200 (Billboard)                            | 13      |
| Hungria (Rádiós Top 40)                           | 31      |
| Hungria (Stream Top 40)                           | 33      |
| Irlanda (IRMA)                                    | 12      |
| Nova Zelândia (Recorded Music NZ)                 | 5       |
| Países Baixos (Dutch Top 40)                      | 61      |
| Países Baixos (Single Top 100)                    | 39      |
| Reino Unido (UK Singles Chart)                    | 14      |
| Suécia (Sverigetopplistan)                        | 66      |
| Suíça (Schweizer Hitparade)                       | 43      |

## Certificações
| Região | Certificação | Vendas     |
| --- | ------------ | ---------- |
| Austrália (ARIA) | 5× Platina   | 350.000‡   |
| Áustria (IFPI Áustria)                                                                                               | Ouro         | 15.000‡    |
| Brasil (Pro-Música Brasil)                                                                                           | 2× Platina   | 80.000‡    |
| Dinamarca (IFPI Dinamarca)                                                                                           | Platina      | 90.000‡    |
| Espanha (PROMUSICAE)                                                                                                 | Platina      | 40.000‡    |
| França (SNEP) | Platina      | 200.000‡   |
| Itália (FIMI) | Platina      | 70.000‡    |
| Noruega (IFPI Noruega)                                                                                               | 2× Platina   | 120.000‡   |
| Nova Zelândia (RMNZ)                                                                                                 | 3× Platina   | 90.000‡    |
| Polônia (ZPAV) | Ouro         | 10.000‡    |
| Portugal (AFP) | 2× Platina   | 20.000‡    |
| Reino Unido (BPI) | Platina      | 600.000‡   |
| Suíça (IFPI Suíça)                                                                                                   | Ouro         | 10.000‡    |
| Streaming |              |            |
| Grécia (IFPI Grécia)                                                                                                 | Ouro         | 1.000.000† |
| Suécia (GLF) | Platina      | 8.000.000† |
| ‡ Vendas+valores de streaming baseados apenas na certificação † Números de streaming baseados apenas na certificação |              |            |

## Histórico de lançamento
| Região         | Data                | Formato(s)                 | Gravadora(s) | Ref.    |
| -------------- | ------------------- | -------------------------- | ------------ | ------- |
| Várias         | 9 de abril de 2021  | Download digital streaming | Kemosabe RCA | [ 160 ] |
| Estados Unidos | 13 de abril de 2021 | Rádios pop                 | Kemosabe RCA | [ 161 ] |
| Estados Unidos | 13 de abril de 2021 | Rádios rhythmic            | Kemosabe RCA | [ 162 ] |
| Itália         | 16 de abril de 2021 | Rádios pop                 | Sony         | [ 163 ] |
| Estados Unidos | 17 de maio de 2021  | Rádios adult contemporary  | Kemosabe RCA | [ 164 ] |